# Barri de Santa Anna (Vic)

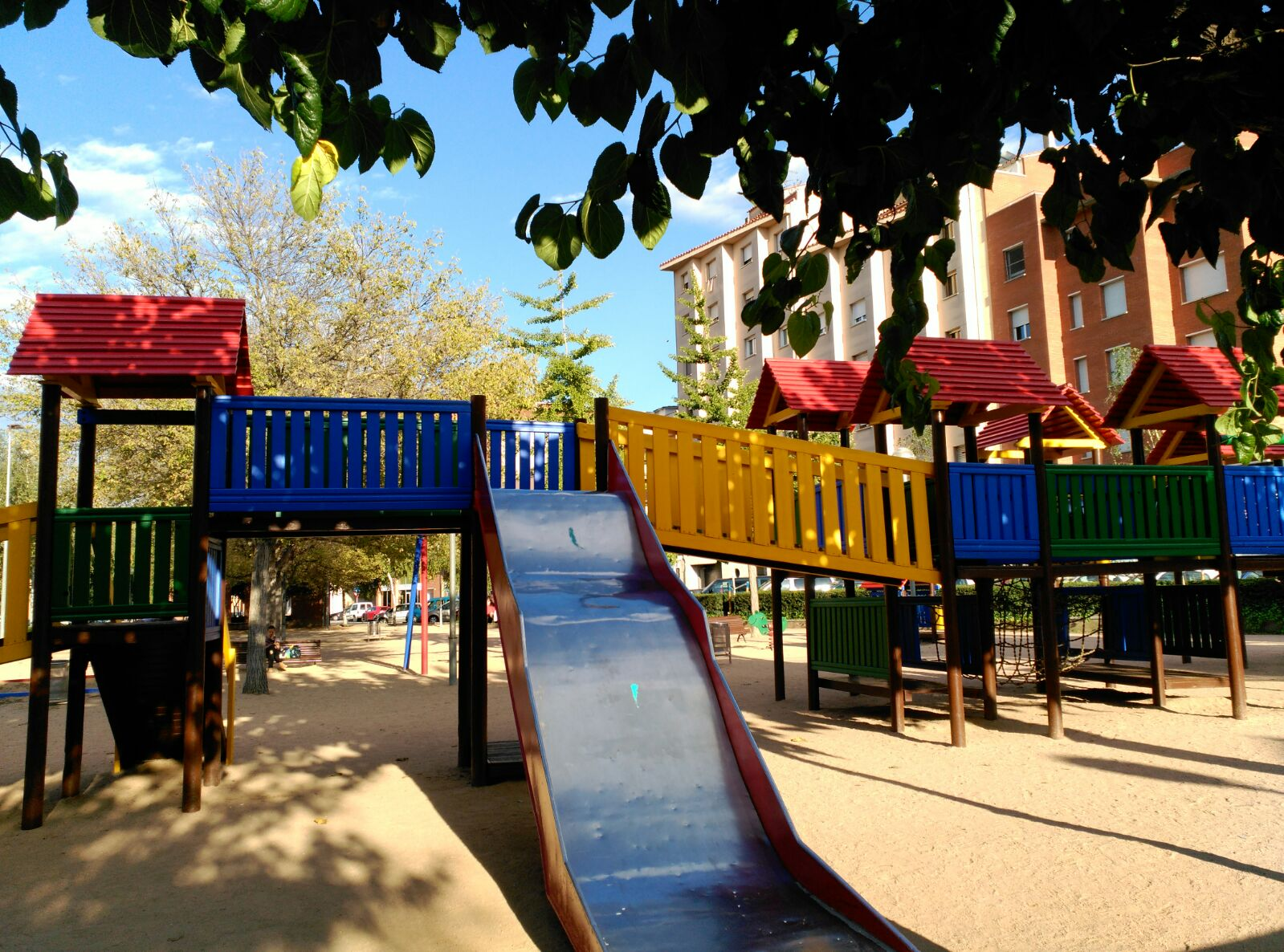
Parc de Santa Anna. Nucli del barri

Santa Anna és un barri de Vic, situat al sud de la ciutat. Limita amb els barris d'Osona al sud, El Remei a l'oest, Estadi al nord i amb Horta Vermella a l'est. i tenia 1691 persones en 2019.

## Història
El barri de Santa Anna es va començar a construir durant la dècada de 1960 amb cases unifamiliars sense cap planificació urbanística per part de l'Ajuntament de Vic per gent amb pocs recursos d’origen espanyol (82,85%) i a anar creixent amb l'augment dels moviments migratoris. El veïnat, amb una llarga tradició d’associacionisme veïnal es va encarregar de gestionar i regular les construccions com també de pagar una empresa privada perquè els proporcionés subministrament elèctric.
El barri és considerat com a «dormitori» a causa del seus pocs comerços i equipaments, però també per què el veïnat, majoritàriament, realitza les seves activitats laborals fora del barri. Una altra visió del barri és que es tracta d'una zona de pas o inclús, a causa del seu ambient calmat i tranquil, és considerat un espai per fugir de la rutina. Però a partir dels anys 2000 ha canviat a causa de la circumval·lació de vehicles exagerada i ja no es tranquil. A nivell cultural és actiu i enriquidor, compta amb diverses entitats tant culturals com esportives. Els serveis que podem trobar a la zona són: un supermercat, diversos parcs (El parc de Santa Anna, Lluís B. Nadal i Sant Jaume), un bar/xarcuteria, una fruiteria, una farmàcia, el centre cívic (CCVic Santa Anna), etc.

## Població

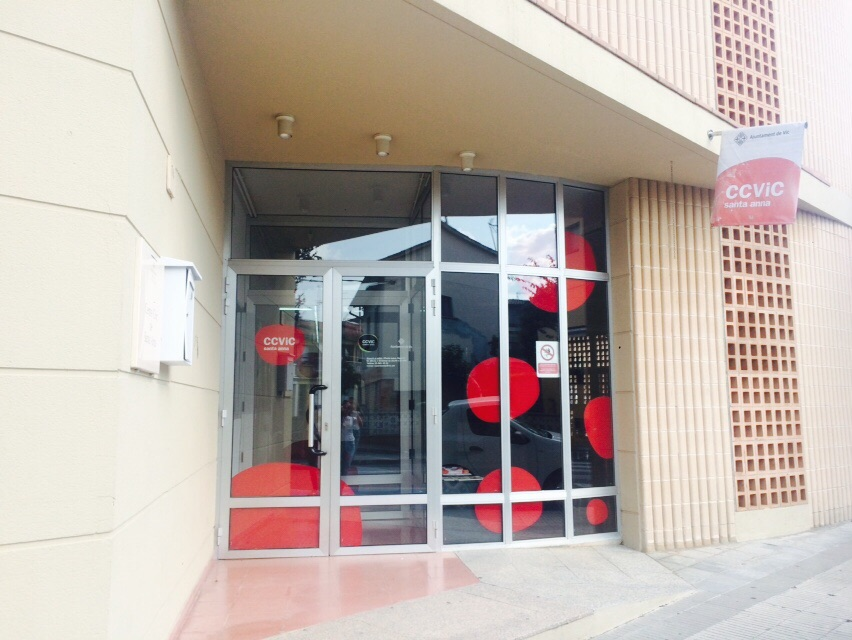
CCVic del Barri de Santa Anna

El veïnat del barri té una població diversa i compta amb un elevat nombre de persones grans 23,77%, una de les més envellides de la ciutat. Malgrat que el barri està situat al sud de la ciutat, punt on es concentren la major part de les persones que han fet algun procés migratori, el seu percentatge de persones immigrades relativament és baix (17%), dels que les procedències més abundants són del Marroc i l'Índia.

## Activitats

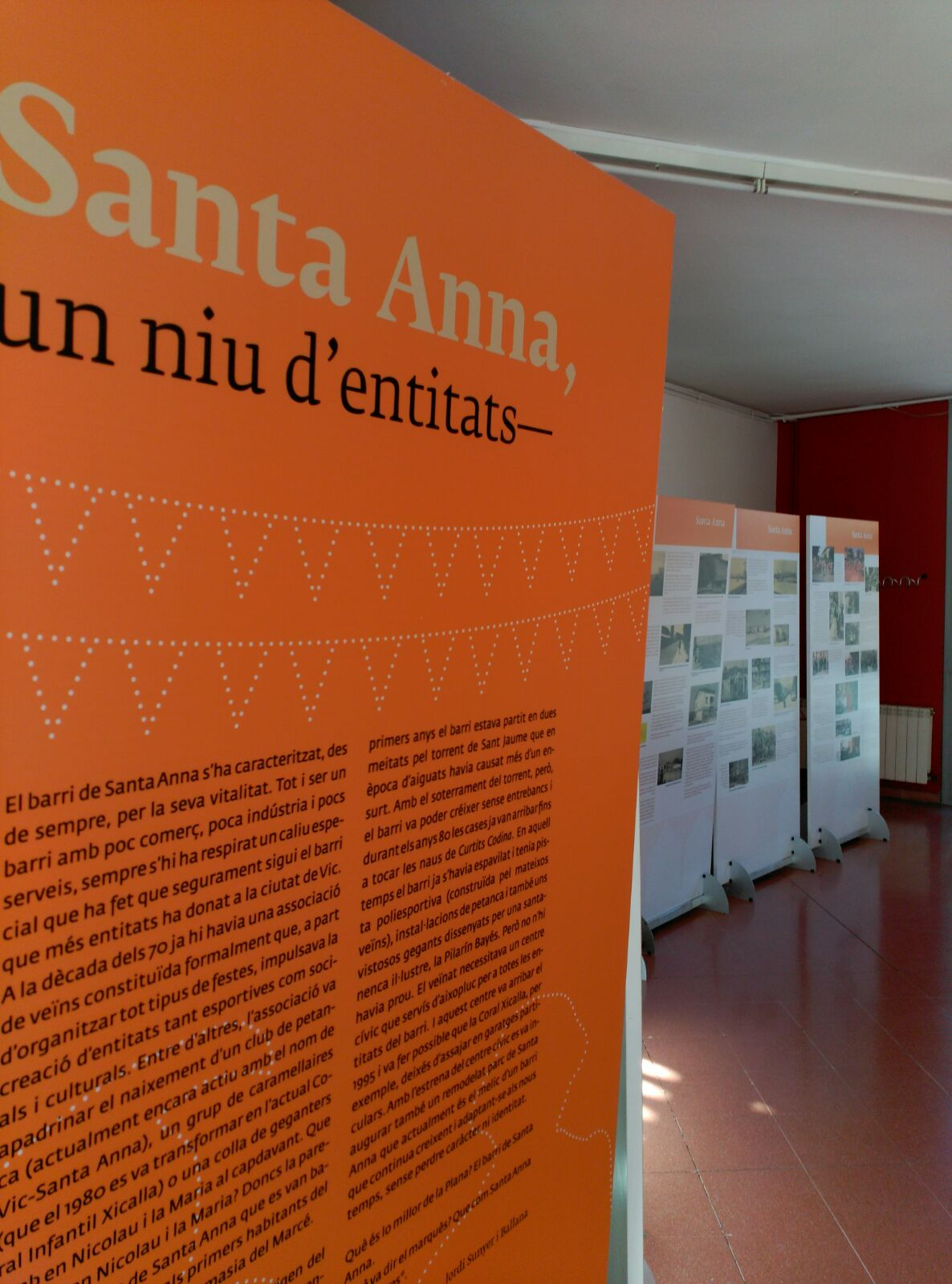
Santa Anna, niu d'entitats

La definició òptima del barri és que es tracta d'un niu d'entitats, malgrat que durant els últims anys l'interès i la participació del veïnat hagin disminuït. La seva riquesa cultural es veu retratada en les múltiples activitats que fan les associacions destinades a un col·lectiu divers de persones. Els col·lectius i entitats més destacables són la Colla Gegantera, el club de petanca, les Puntaires, la Coral Xicalla o els Caramellaires.
Després d'estar una anys molt inactiva, la colla gegantera del barri es va reorganitzar i el 2014 va commemorar el seu 30è aniversari. La colla es continua mostrant com una de les entitats més dinàmiques del barri, com ho mostra la cercavila realitzada l'any 2016, dins de les festes del barri.